# Kardynałowie z nominacji Innocentego IV
Papież Innocenty IV (1243–1254) mianował co najmniej 15 nowych kardynałów. Pierwsza miała miejsce 28 maja 1244 (12 nowych kardynałów), a druga najprawdopodobniej w grudniu 1251 (3 nowych kardynałów). Wśród nowych purpuratów było dwóch papieskich bratanków (Guglielmo i Ottobono Fieschi) i dwóch przyszłych papieży (Mikołaj III i Adrian V). Po raz pierwszy do Świętego Kolegium zostali powołani dominikanin (Hugues de Saint-Cher) oraz Węgier (István Báncsa).

## Nominacje 28 maja 1244
1. Pietro di Collemezzo, arcybiskup Rouen – kardynał biskup Albano, zm. 25 maja 1253
2. Wilhelm z Modeny OCarth, tytularny biskup Modeny – kardynał biskup Sabiny, zm. 31 marca 1251
3. Odon de Châteauroux, kanclerz diecezji paryskiej – kardynał biskup Tusculum, zm. 25 lutego 1273
4. Pierre de Bar, kanclerz diecezji Noyon – kardynał prezbiter S. Marcello, następnie kardynał prezbiter S. Marcello i biskup elekt Sabiny (23 grudnia 1251), kardynał biskup Sabiny (1252), zm. 11 stycznia 1253
5. Guillaume OSBClun, opat Sahagún – kardynał prezbiter Ss. XII Apostoli, zm. 1250
6. Jan z Toledo OCist – kardynał prezbiter S. Lorenzo in Lucina, następnie kardynał prezbiter S. Lorenzo in Lucina i biskup elekt Porto e S. Rufina (24 grudnia 1261), kardynał biskup Porto e S. Rufina (1262), zm. 13 lipca 1275
7. Hugues de Saint-Cher OP, prowincjał Francji  – kardynał prezbiter S. Sabina, następnie kardynał prezbiter S. Sabina i biskup elekt Ostia e Velletri (24 grudnia 1261), ponownie kardynał prezbiter S. Sabina (31 maja 1262), zm. 19 marca 1263
8. Goffredo da Trani, subdiakon apostolski, audytor litterarum contradictarum – kardynał diakon S. Adriano, zm. 11 kwietnia 1245
9. Ottaviano Ubaldini, administrator diecezji Bolonia, subdiakon apostolski – kardynał diakon S. Maria in Via Lata, zm. w marcu 1272
10. Pietro Capocci, kanonik bazyliki watykańskiej – kardynał diakon S. Giorgio in Velabro, zm. 20 maja 1259
11. Giovanni Gaetano Orsini – kardynał diakon S. Nicola in Carcere; od 25 listopada 1277 papież Mikołaj III, zm. 22 sierpnia 1280
12. Guglielmo Fieschi, bratanek papieża – kardynał diakon S. Eustachio, zm. 27 marca 1256

## Nominacje 23 grudnia 1251
1. Giacomo da Castell’arquato, biskup Mantui – kardynał biskup Porto e S. Rufina, zm. 19 listopada 1253
2. István Báncsa, arcybiskup Esztergom – kardynał biskup Palestriny, zm. 9 lipca 1270
3. Ottobono Fieschi, bratanek papieża, archidiakon Parmy, kanclerz archidiecezji Reims, kanonik kapituł w Paryżu i Piacenzy – kardynał diakon S. Adriano;  11 lipca 1276 papież Adrian V, zm. 18 sierpnia 1276